# Свистуха (посёлок, Московская область)
Свистуха — посёлок в Дмитровском районе Московской области, в составе городского поселения Дмитров.

## География
Посёлок расположен в центральной части района, примерно в 7 км южнее Дмитрова, на левом берегу реки Яхрома, высота центра над уровнем моря 176 м. Ближайшие населённые пункты — Голявино на юго-западе, Капорки на противоположном берегу реки и Минеево на востоке.

## История
До 2006 года Свистуха входила в состав Кузяевского сельского округа.
Постановлением Губернатора Московской области от 21 февраля 2019 года № 75-ПГ категория населённого пункта изменена с «деревня» на «посёлок».

## Население
| 2002 | 2006 | 2010 |
| ---- | ---- | ---- |
| 11   | →11  | ↗18  |

## Личности
С 1903 года здесь жил и умер, в 1910 году, художник С. В. Иванов. Похоронен был на кладбище соседнего села Деденево.

## Транспорт
До деревни Свистуха из Москвы можно добраться на электричке от Савёловского вокзала до станции "Морозки", затем на автобусе № 54 до остановки "деревня Свистуха".